# Assunta (Spojrzenie ku Niebu)
Assunta (Spojrzenie ku Niebu) – elegijny poemat miłosny Cypriana Kamila Norwida napisany w 1870.
Poemat opowiada historię miłości poety do osieroconej dziewczyny, która w czasie powodzi, wskutek traumatycznych przeżyć, straciła mowę, a którą miejscowa dama chce wydać za łajdaka. Geneza utworu wiąże się ze śmiercią bliskiej poecie pisarki Zofii Węgierskiej. Poeta zawarł w nim liczne detale związane z łączącą go ze zmarłą relacją. 
Poemat powstał w 1870 roku. W 1882 roku Norwid zwrócił się do swego przyjaciela Józefa Bohdana Zaleskiego o recenzję. Dzięki jego zabiegom rękopis utworu trafił do rąk profesora Kallenbacha, u którego przeleżał jednak aż do 1907 roku, kiedy ostatecznie został wydany. Krytycy stawiają utwór w rzędzie najwybitniejszych polskich poematów miłosnych, zwracają też uwagę na obecne w nim elementy filozoficzne i eschatologiczne.

## Powstanie utworu
Geneza poematu wiąże się z osobą i śmiercią Zofii z Kamińskich Węgierskiej (1822-1869), która po śmierci męża (1849) opuściła Polskę i osiedliła się w Paryżu. Norwid poznał ją na jesieni 1868, kiedy zaczął bywać w jej głośnym saloniku literackim przy rue de Laval. Latem następnego roku stał się jej najbliższym przyjacielem i wielbicielem. Zofia Węgierska była aż do śmierci (8 listopada 1869) uosobieniem subtelnej kobiecości. Jej śmierć znalazła odbicie w kilku wierszach poety (Zdawa się mnie niekiedy czy Ja wielbię Katula) oraz stała się inspiracją elegijnego poematu miłosnego, jakim jest Assunta. Jakkolwiek dziewczęca Assunta nie jest bezpośrednim portretem zmarłej, Norwid umieścił w utworze cały szereg elementów związanych z bezpośrednim otoczeniem Węgierskiej (motyw ogrodu, ogrodniczki, bluszczu) albo z dziejami "romansu" z Norwidem (epizod ze złotym krzyżykiem, wspólne przeżywanie lektur).
Poemat został opatrzony przez poetę datą: 1870. W 1877 Norwid powrócił do tekstu poematu i przepisał go na czysto, dokonując poprawek, z myślą o jego wydaniu w projektowanym wówczas wydaniu drugiego tomu pism zebranych. Po fiasku tych planów poeta zwrócił się pod koniec 1882 roku listownie do Józefa Bohdana Zaleskiego, który okazał się przed laty inteligentnym czytelnikiem Wandy i Quidama, z prośbą, by przeczytał jego małe arcydzieło. Czystopis Assunty rzeczywiście trafił do Zaleskiego, ale Norwid nie zdążył już poznać jego sądu, w pół roku później pożegnał się bowiem z tym światem. Zaleski dotrzymał danej obietnicy, nie tylko utwór przeczytał, ale wysoko go oceniwszy polecił synowi, by postarał się wydać ją drukiem. Ostatecznie w 1890 roku Dionizy Zaleski przekazał tekst poematu Józefowi Kallenbachowi, licząc na rozległe stosunki profesora. U Kallenbacha kopia poematu przeleżała kilkanaście lat. Dopiero ogłoszenie w 1905 ósmego tomu Chimery, przynoszącego rehabilitację twórczości Norwida, skłoniła Kallenbacha do zajęcia się publikacją utworu. Miała ona miejsce we lwowskim Przewodniku naukowym i literackim w 1907 roku.

## Treść
Poeta zakłada słomkowy kapelusz, bierze kij podróżny i wyrusza na przechadzkę. Drogą wśród winnic i cyprysów wspina się na górę, gdzie górnicy wydobywają rudy miedzi, a na szczycie stoi biały klasztor. Zbocze góry dotknięte eksploatacją jest zniszczone, pokryte karłowatą roślinnością. Górnik, współczesny, popularny alchemik, fascynuje się tym, że wszelkie ciało jest tylko minerałem wzbogaconym wodą. Szpalerem drzew poeta podchodzi pod kamienną bramę. Furtian zamiata posadzkę ze skupieniem i uwagą, a biały zakonnik pada gościowi do nóg, witając w nim obraz Boga.
Poeta odwiedza ogrodnika, który w czasie powodzi utracił syna i synową, a uratował dziecko, dzisiaj młodą dziewczynę. Poeta idzie za błyskiem złotego krzyżyka wśród bluszczu i spotyka ją w altance, ale nie umie z niej wydobyć słowa odpowiedzi. Ogrodnik jest zmieszany tym jego spostrzeżeniem. Poeta jest coraz bardziej zafascynowany dziewczyną. Pokochał jej milczenie bardziej niż wszelkie słowo mówione czy pisane.
Zostaje zaproszony przez znajomą, światową damę, która ma kłopot. Syn intendentki źle się prowadzi, sporo pije. Chciałaby go ustatkować, wydając za wychowankę ogrodnika, Assuntę. Poeta ostro występuje przeciw nagradzaniu złego prowadzenia się ślubem. Oświadcza, że sam może zastrzeli nieznośnego syna intendentki i w nagrodę weźmie żonę. Dama jest oburzona i rzuca w poetę chusteczką. Wtem zjawia się przed nim zakonnik z wiadomością, że ogrodnik kona. Umierający powierza poecie swój pogrzeb i dziewczynę. Assunta wznosi oczy ku niebu.
Poeta zwraca uwagę, że dumna ze swego rozumu ludzkość nie wytworzyła stylu w sztuce, w której jej postacie patrzą w niebo. Próbował ukoić żal Assunty po śmierci opiekuna, a ona wznosiła w niebo oczy pełne łez, które mówiły: zabierz mnie Panie. Zakochani, poeta i dziewczyna, byli potem nad Eufratem i u piramid, w dziewiczym Betlejem, rwali fiołki pod Partenonem, byli w mieście Julii i nad Dunajem smutno-Owidowym. Świat stał się dla nich za mały. Raz przyszła do niego rozczochrana, pytając wzrokiem czy mu się podoba, innym razem mówiła spojrzeniem, że czuje się jak garstka piasku. Jeszcze kiedy indziej opryskała go rozlewanym winem, jak na weselu w Kanie.
Aż pewnego dnia już jej więcej nie zobaczył. Cierpiał w milczeniu bez jednej łzy. Kiedyś zabłądził do chaty górnika, który rzekł mu, że człowiek jest tylko gaz, ferment i wapno. Poeta gwałtownie się temu sprzeciwił. Mając zdwojone czucie zaczął słuchać jej słów, które przekazywała mu spojrzeniem i nicość przestała mu być obojętna. Odtąd zamiast być po stronie tych, którzy są przeciw rozumowi lub przeciw uczuciu, zamiast patrzeć naprzeciw, patrzy w górę, wiedząc, że gdzie są bezmowne cierpienia, są wniebogłosy, bo są przemilczenia.

## O utworze
Głównym tematem utworu jest rola objawienia w życiu człowieka. Zdaniem autora człowiek stworzony przez Boga powinien stale pamiętać o niebie jako miejscu, z którego pochodzi, i które jest celem jego życia. W części utworu pisanej prozą Norwid zwraca uwagę, że obraz postaci kierującej się ku niebu jest charakterystyczny tylko dla religii chrześcijańskiej, co ma być dowodem jej prawdziwości. Równolegle przedstawiony jest w poemacie wątek miłosny ukazujący miłość narratora do Assunty, niemej córki ogrodnika, obrazujący ideał czystej i bezinteresownej miłości. Utwór gloryfikuje romantyczne połączenie dusz, ukazuje wymowne milczenie zakochanej pary przeciwstawione przyziemnym codziennym sprawom i światu nękanemu klęskami.
Poemat Assunta był jednym z dzieł Norwida podejmujących wątki uniwersalne. Norwid przeciwstawiał takie utwory dziełom poruszającym tematykę regionalną i szlachecką (jak np. Pan Tadeusz), które jego zdaniem zamykały literaturę polską na wielkie tematy tradycji europejskiej.
Assunta jest napisana oktawą, czyli strofą ośmiowersową rymowaną abababcc. Utwór dzieli się na cztery pieśni po 20 zwrotek, łącznie ma więc 640 wersów.

## Recepcja poematu
Pierwsi komentatorzy poematu: Józef Kallenbach i Adam Krechowiecki znajdowali w utworze wiele pięknych  miejsc, które są nagrodą po niełatwej lekturze. Henryk Życzyński (1924) odwołał się do Wstępu Norwida, w którym poeta dał wyraz swemu przekonaniu, że w poezji polskiej istnieją tylko dwa poematy miłosne: Dziadów cz. II i W Szwajcarii, ale już nie Maria Malczewskiego. Życzyński uznał Assuntę za syntezę i interpretację tych dwóch poematów. Zenon Przesmycki widział w poemacie liryczne odzwierciedlenie uczuć i odcieni uczuć wywołanych przez miłość, a nie, jak u Malczewskiego, romans. 
Władysław Arcimowicz (1933) w rodzicach Assunty chce widzieć filozofię patrystyczną i scholastyczną, a w dziewczynie ich syntezę z wiarą ludową, zaś w poemacie oprócz śladów przeżyć poety również wyraz jego poglądów na sztukę. Wacław Borowy (1937) apeluje, by czytać utwór jako historię sieroty, która straciła mowę pod wpływem traumatycznych przeżyć i poety, który pokochał jej piękno i głębię duszy, wznoszącej oczy ku niebu, wreszcie damy, która chce dziewczynę wydać za łajdaka. 
Zofia Szmydtowa widzi w Assuncie obraz rozwoju człowieka pod wpływem miłości pojętej w duchu platońskim. Mieczyslaw Jastrun (1959) przyrównuje poemat do białego kwiatu - bezkrwawej tragedii. Dla Mieczysławy Buczkówny (1967) - to dramat spraw ostatecznych o niezwykle skomplikowanej strukturze.  